# Dictionary of National Biography
El Dictionary of National Biography (DNB) (en español: Diccionario Nacional de Biografía) es un diccionario biográfico en lengua inglesa, publicado por primera vez entre 1885 y 1901 en 63 volúmenes, en el cual aparecen en orden alfabético por apellido, las biografías de personalidades que vivieron en el Reino Unido.

## Historia
La obra fue ideada en torno al 1880 por el editor George Smith (1824-1901) de la casa editorial Smith, Elder & Co. según un modelo análogo en lengua francesa y en alemán publicado en el siglo XIX. Smith dio la dirección a Leslie Stephen, quien desempeñó el cargo desde el año 1882 al 1891. El primer volumen apareció el 1 de enero de 1885. Tras la dimisión de Stephen en mayo de 1891, la dirección pasó a su colaborador Sidney Lee (1859-1926) que terminó la obra en el verano del 1900 con un total de 63 volúmenes y unos 700 redactores e investigadores colaboradores.
En 1901 se publicaron tres volúmenes de suplementos que comprendían las biografías de las personalidades difuntas desde 1885 al 22 de enero de 1901 (día de la muerte de la reina Victoria). Tras un volumen de "Erratas", publicado en 1904, el diccionario se reeditó con revisiones menores en 22 volúmenes entre 1908 y 1909.
El Dictionary of National Biography fue cedido por la editorial Smith, Elder & Co. a la Oxford University Press en 1917. Se reimprimió y revisó numerosas veces a lo largo del siglo XX hasta el año 1996, cuando se realizó una nueva edición completamente revisada bajo el título Oxford Dictionary of National Biography (ODNB). El ODNB se ha publicado en 60 volúmenes a partir del 23 de septiembre de 2004 y actualmente está disponible en línea bajo suscripción.

## Volúmenes
1. Abbadie - Anne
2. Annesley - Baird
3. Baker - Beadon
4. Beal - Biber
5. Bicheno - Bottasham
6. Bottomley - Browell
7. Brown - Burthogge
8. Burton - Cantwell
9. Canute - Chaloner
10. Chamber - Clarkson
11. Clater - Condell
12. Condor - Craigie
13. Craik - Damer
14. Damon - D'Eyncourt
15. Diamond - Drake
16. Drant - Edridge
17. Edward - Erskine
18. Esdale - Finan
19. Finch - Forman
20. Forrest - Garner
21. Garnett - Gloucester
22. Glover - Gravet
23. Gray - Haighton
24. Hailes - Harriott
25. Harris - Henry I
26. Henry II - Hindley
27. Hindmarsh - Hovenden
28. Howard - Inglethorpe
29. Inglish - John
30. Johnes - Kenneth
31. Kennett - Lambert
32. Lambe - Leigh
33. Leichton - Lluelyn
34. Llywd - MacCartney
35. MacCarwell - Maltby
36. Malthus - Mason
37. Masquerier - Millyng
38. Milman - More
39. Morehead - Myles
40. Mylar - Nicholls
41. Nichols - O'Dugan
42. O'Duinn - Owen
43. Owens - Passelene
44. Paston - Percy
45. Pereira - Pockrich
46. Pocock - Puckering
47. Puckle - Reidfurd
48. Reilly - Robins
49. Robinson - Russell
50. Russen - Scobell
51. Scoffin - Sheares
52. Shearman - Smirke
53. Smith - Stanger
54. Stanhope - Stovin
55. Stow - Taylor
56. Teach - Tollet
57. Tom - Tytler
58. Ubaldini - Wakefield
59. Wakeman - Watkins
60. Watson - Whewell
61. Whichcord - Williams
62. Williamson - Worden
63. Wordsworth - Zuyleste